# Marco Leal
Pour les articles homonymes, voir Leal.
Marc-Claude Leal plus connu sous le nom de «  Marco Leal » né à La Seyne-sur-Mer (France, département du Var) le 25 mai 1989, est un matador français.

## Présentation et carrière
Issu d'une famille d'aficionados, Marco est le fils de Frédéric Leal, matador devenu banderillero, et neveu de Paquito Leal également ancien matador devenu banderillero et créateur de l'école taurine d'Arles en 1988 et cousin de Juan Leal qui a pris l'alternative à Nîmes le 19 mai 2013
D'abord élève de l'école taurine d'Arles, Marco participe à sa première novillada non piquée à Aignan, Gers le 27 mars 2005. Sa carrière de novillero  le conduit ensuite à Aire-sur-l'Adour (Landes), le 19 juin, puis à Hagetmau, Catelnau, Saint Vincent de Tyrosse, Bayonne, Murcie.  Le  6 avril 2006, il participe à sa première novillada piquée à Arles en compagnie de Mehdi Savalli  et Pérez Mota, devant des novillos de la ganadería  Antonio Palla.
Il fait sa présentation à Las Ventas le 21 mars 2009. Son apoderado est Stéphane Meca.
Il prend son alternative le 2 avril 2010 à Arles, avec pour parrain « El Juli » et pour témoin Sébastien Castella devant des taureaux de la ganadería de Domingo Hernández.
Il fait aussi partie des membres fondateurs de l'Association des Matadors de Taureaux Français (AMTF), créée le 28 janvier 2012 à Nîmes, dont la presse taurine s'est fait l'écho des deux côtés des Pyrénées,.
En 2015, il annonce qu'il renonce à sa carrière de matador et se reconvertit comme banderillero.